# Don (Nord)
Don, niederländisch Donk, ist eine Gemeinde im französischen Teil Flanderns. Sie gehört zur Region Hauts-de-France, zum Département Nord, zum Arrondissement Lille und zum Kanton Annœullin. Frühere Ortsnamen waren Donz (1177) und Dons (1758).

## Geografie
Durch Don fließt die kanalisierte Deûle.
Der Bahnhof Don-Sainghin befindet sich in der Gemeindegemarkung von Sainghin-en-Weppes. Von dort aus führen die Schienenwege nach Béthune, Haubourdin und über Don nach Vendin-le-Vieil.
Don grenzt im Westen und im Norden an Sainghin-en-Weppes, im Nordosten an Wavrin, im Osten an Allennes-les-Marais und im Südosten und im Süden an Annœullin.

## Bevölkerungsentwicklung
| Jahr      | 1954 | 1962 | 1968 | 1975 | 1982 | 1990 | 1999 | 2008 | 2013 |
| --------- | ---- | ---- | ---- | ---- | ---- | ---- | ---- | ---- | ---- |
| Einwohner | 905  | 977  | 1007 | 1072 | 1182 | 1201 | 1141 | 1338 | 1356 |